# 정대균
정대균(鄭大均, 1948년 4월 8일~)은 일본의 동양학자이다. 도쿄 도립대학 명예교수이며, 제12회 대평정방향 기념상을 수상했다.

## 저서
- 『한일의 패러렐리즘 새로운 전망은 가능한가』삼교사 , 1992년. ISBN  4-87919-537-5 .
- 『한국의 내셔널리즘』〈이와나미 현대 문고〉 2003년. ISBN 4-00-600109-6 .  - 정 (1992) 개정.
- 『한국의 이미지 전후 일본인의 이웃국관』〈중공신서〉 1995년. ISBN 4-12-101269-0 .  - 주요 인용 및 참고문헌: pp.234-239.
- 『한국의 이미지 전후 일본인의 이웃국관』(증보판)〈중공신서 1269〉, 2010년. ISBN 978-4-12-191269-5 .  - 정 (1995) 증보.
- 『일본(일본)의 이미지 한국인의 일본관』〈중공신서〉1998년. ISBN 4-12-101439-1 .
- 『재일한국인의 종언』〈분춘신서〉 2001년. ISBN 4-16-660168-7 .
- 『한국 내셔널리즘 의 불행 ISBN 4-09-402686-X .
- 『재일·강제 연행의 신화』〈분춘 신서〉 2004년. ISBN 4-16-660384-1 .  - 연표 있음.
- 『재일의 견딜 수 없는 가벼움』〈중공신서〉2006년. ISBN 4-12-101861-3 .
- 『강상중을 비판하는 ‘재일’의 희생자성을 판매하는 진보적 문화인의 공죄’ 아스카 신사, 2011 년 . ISBN 978-4-86410-111-0 .
- '한국이 '반일'을 그만두는 날은 올 것인가 더 이상 괴물·한국 내셔널리즘' 신인물 왕래사, 2012 년. ISBN 978-4-404-04284-2 .

### 공저
- 최길성, 하라다환 공편편 「 대정기 의 재일히어로」 「식민지의 조선과 대만 역사·문화 인류학적 연구」 제1 서방 < Academic series new Asia 50>, 2007년. ISBN 978-4-8042-0772-8 .
- 별책 다카시마 편집부 편 「재일 코리안에게도 돌박자도 없는 참정권 운동」 「"외국인삼 정권"으로 일본이 없어지는 날 긴급 출판」 다카라지마사〈별책 다카시마 논픽션〉, 2010년. ISBN 978-4-7966-7674-8 .
- 별책 다카시마 편집부 편 「재일 코리안에게도, 폐해가 많은 참정권 운동」 「"인권 침해 구제법"으로 인권이 없어지는 날」〈다카라지마사 신서=[TAKARAJIMASHA SHINSHO] 340〉 2012년. ISBN 978-4-7966-9690-6 .  - * 정 & 별책 보물섬 편집부(2010)의 개정·개제, 증보.

### 공편
- 고바야시 요시노리 공저 “피해자성을 판매하는 재일 지식인의 기만” “신일본인에게 물어! 귀화 고마니즘 대논집'아스카 신사, 2011년. ISBN 978-4-86410-084-7 .
- 가와무라 미나토 공편『한국이라는 거울 전후 세대가 본 이웃 나라』동양서원 , 1986년. ISBN 978-4-88594-147-4 .
- 후루타 박사 공편『한국·북한의 거짓말을 깨는 근현대사의 쟁점 30』〈분춘 신서〉 2006년. ISBN 4-16-660520-8 .  - 문헌 있음.
- 『한일병합기 베스트 에세이집』편 치 쿠마 문고 2015

## 참고 자료
- 鄭然圭 (1923년 2월 1일). 《さすらひの空》. 宣伝社. NDLJP:977947. 다음 글자 무시됨: ‘和書’ (도움말)